# Tachina jakovlevi
Tachina jakovlevi là một loài ruồi trong họ Tachinidae.